# Eusebio Di Francesco
Eusebio Di Francesco (Pescara, 8 september 1969) is een Italiaans voormalig voetballer die actief is als voetbalcoach. Sinds de zomer van 2024 is Di Francesco actief als trainer van Venezia.

## Spelerscarrière
Di Francesco begon met voetballen bij de Toscaanse clubs Empoli en Lucchese. In 1995 trok hij naar Piacenza Calcio, waar hij de mogelijkheid had om regelmatiger in de Serie A te spelen. In 1997 tekende de Italiaan bij AS Roma, waarmee hij in 2001 landskampioen werd. Na die prestatie keerde Di Francesco in 2001 terug naar Piacenza Calcio. Vervolgens sloot hij zijn carrière af bij AC Ancona en Perugia Calcio.

## Interlandcarrière
In 1998 debuteerde Di Francesco voor het Italiaans voetbalelftal. In totaal speelde hij 12 interlands voor de Squadra Azzura, waarvoor hij één doelpunt maakte.

## Trainerscarrière
Di Francesco begon zijn trainerscarrière in 2008 bij SS Lanciano. Daarna coachte hij Pescara Calcio en US Lecce. Op 19 juni 2012 werd de Italiaan aangesteld als coach van US Sassuolo. In zijn eerste seizoen werd hij meteen kampioen met Sassuolo, waarmee de club promoveerde naar de Serie A. In januari 2014 werd Di Francesco ontslagen na een reeks van teleurstellende resultaten. Op 3 maart 2014 werd hij opnieuw aangesteld als coach van Sassuolo. Di Francesco slaagde erin om de club in de Serie A te houden en werd in juni beloond met een nieuw contract. Op 14 juni 2017 volgde hij Luciano Spalletti op als trainer van AS Roma, waar hij als speler in 2001 de scudetto won. Als speler kwam Di Francesco tussen 1997 en 2001 vier seizoenen uit voor de Giallorossi. Op 7 maart 2019 werd hij ontslagen. Aan het begin van het seizoen 2019/20 werd hij aangesteld als trainer van Sampdoria, maar naar een desastreuze seizoensstart werd hij op 7 oktober 2019 ontslagen. Op 3 augustus 2020 kreeg hij een nieuwe kans in de Serie A, bij Cagliari Calcio. Op 22 februari 2021 werd hij ontslagen wegens tegenvallende resultaten. In de zomer van 2021 tekende Di Francesco een contract bij Hellas Verona. Hier werd hij echter na drie verliespartijen al snel ontslagen.
In juli 2023 werd Di Francesco trainer van Frosinone, waar hij een contract voor één jaar tekende en de vertrokken Fabio Grosso opvolgde.
Op 26 juni 2024 werd Di Francesco aangesteld als de nieuwe hoofdtrainer van de gepromoveerde Serie A-club Venezia FC. Hij tekende een contract voor twee jaar.

## Familie
Di Francesco heeft met Federico Di Francesco een zoon die actief is als profvoetballer. In maart 2013 maakte hij voor het eerst zijn opwachting in de Serie A, als speler van Pescara. 

## Erelijst

### Als speler
AS Roma
- Serie A

2000/01

### Als trainer
Sassuolo
- Serie B

2012/13